# Ligne 47B du tramway de Budapest
Pour les articles homonymes, voir Ligne 47B.
La ligne 47B du tramway de Budapest (en hongrois : budapesti 47B jelzésű villamosvonal) circulait entre Deák Ferenc tér et Kamaraerdei Ifjúsági Park. Cette ligne circule dans le centre-ville de Budapest, traversant du côté de Pest le quartier de Józsefváros et du côté de Buda les quartiers de Lágymányos, Kelenföld, Albertfalva et Kőérberek.

## Tracé et stations

### Liste des stations
|  |   |  | Station                   | Correspondances                                    | Arrondissement  | Quartier                     | Desserte |
|  | - |  | ------------------------- | -------------------------------------------------- | --------------- | ---------------------------- | --- |
|  | o |  | Deák Ferenc tér M         | 47 49 72 73 9 15 16 100E 105 115                   | 5e arr. 7e arr. | Belváros / Erzsébetváros     | Deák Ferenc tér, Erzsébet tér, Théâtre Madách, Temple évangélique de Deák tér, Nouvel Hôtel de ville de Budapest                                 |
|  | o |  | Astoria M                 | 47 49 74 5 7 8E 9 108E 110 112 133E 178            | 5e arr. 7e arr. | Belváros / Erzsébetváros     | Hôtel Astoria, Grande synagogue de Budapest, Université Loránd Eötvös                                                                            |
|  | o |  | Kálvin tér M              | 47 49 9 15 100E 115                                | 5e arr. 8e arr. | Belváros / Palotanegyed      | Kálvin tér, Musée national hongrois, Bibliothèque métropolitaine Ervin Szabó, Temple réformé de Kálvin tér                                       |
|  | o |  | Fővám tér M               | 2 47 49 83 15 115                                  | 5e arr. 9e arr. | Belváros / Belső-Ferencváros | Fővám tér, Váci utca, Halles centrales de Budapest, Université Corvinus de Budapest                                                              |
|  | o |  | Szent Gellért tér M       | 19 41 47 49 56 56A 7 133E                          | 11e arr.        | Szentimreváros / Lágymányos  | Szent Gellért tér, Hôtel Gellért, Thermes Gellért, Église troglodyte Notre-Dame-des-Hongrois, Université polytechnique et économique de Budapest |
|  | • |  | Gárdonyi tér              | 19 41 47 49 56 56A                                 | 11e arr.        | Szentimreváros / Lágymányos  | |
|  | o |  | Móricz Zsigmond körtér M  | 6 17 19 41 47 49 56 56A 61 7 27 33 114 213 214 240 | 11e arr.        | Szentimreváros / Lágymányos  | |
|  | o |  | Újbuda-központ M          | 4 17 41 47 48 56 33 53 58 150 153 154 212          | 11e arr.        | Szentimreváros / Lágymányos  | Allee |
|  | • |  | Csonka János tér          | 17 41 47 56                                        | 11e arr.        | Kelenföld                    | |
|  | • |  | Hauszmann Alajos utca     | 17 41 47 56                                        | 11e arr.        | Kelenföld                    | |
|  | o |  | Etele út / Fehérvári út   | 1 17 41 47 48 56 103 114                           | 11e arr.        | Kelenföld                    | |
|  | • |  | Kalotaszeg utca           | 17 41 47 56 103                                    | 11e arr.        | Kelenföld                    | |
|  | • |  | Andor utca                | 17 41 47 56 103                                    | 11e arr.        | Kelenföld                    | |
|  | • |  | Albertfalva kitérő        | 17 41 47 56                                        | 11e arr.        | Kelenföld                    | |
|  | • |  | Albertfalva utca          | 17 41 47 56 114 213 214                            | 11e arr.        | Albertfalva                  | |
|  | • |  | Fonyód utca               | 17 41 47 56 114 213 214                            | 11e arr.        | Albertfalva                  | |
|  | • |  | Budafok kocsiszín         | 17 41 47 56 7 58 114 213 214                       | 11e arr.        | Albertfalva                  | |
|  | • |  | Budafoki elágazás         | 41 47 56                                           | 22e arr.        | Budafok                      | |
|  | • |  | Rózsavölgy alsó           | 41                                                 | 22e arr.        | Budafok                      | |
|  | • |  | Rózsavölgy felső          | 41                                                 | 22e arr.        | Budafok                      | |
|  | • |  | Pék utca                  | 41                                                 | 22e arr.        | Budafok                      | |
|  | • |  | Kelenvölgy-Péterhegy      | 41 150 250 250B 251 251A                           | 11e arr.        | Kőérberek                    | |
|  | • |  | Balatoni út               | 41 141                                             | 11e arr.        | Kőérberek                    | |
|  | • |  | Kőérberek                 | 41 187                                             | 11e arr.        | Kőérberek                    | |
|  | • |  | Fülőke utca               | 41                                                 | 11e arr.        | Kőérberek                    | |
|  | • |  | Repülőtér                 | 41                                                 | 11e arr.        | Kőérberek                    | |
|  | • |  | Kamaraerdei Ifjúsági Park | 41 87 187 287                                      | 11e arr.        | Kőérberek                    | |